# Domènec Prat i Marsal
Domènec Prat i Marsal (Barcelona, 17 de març del 1886 – Haedo, Província de Buenos Aires, Argentina, 22 de novembre del 1944) va ser guitarrista i professor de música.

## Biografia
El seu pare, guitarrista per afició, Tomàs Prat i Puig (1859-1923), l'inicià en la música, i en “Minguet” (Domènec) continuà la seva formació a l'Escola Municipal de Música de Barcelona el 1895 amb la professora Neus Margarit (solfeig, harmonia i composició). També estudià amb els músics Manuel Burgès i Joaquim Cassadó, i entre els anys 1898 i 1904, estudià guitarra amb Miquel Llobet.
El 1907, i potser per raons polítiques en contra de la guerra del Marroc, es traslladà a Buenos Aires. Va fer alguns concerts, on mostrà l'escola moderna de la guitarra, i posteriorment es dedicà a l'ensenyament. L'any 1919 es casà amb la també guitarrista Carme Farré i Ors. S'establiren definitivament a Buenos Aires l'any 1923, i fundaren l'"Academia de Guitarra Prat", que arribaria a ser centre d'ensenyament de l'instrument més prestigiós del país en aquella època, amb un grapat de filials a la capital argentina. En el centre es difonien els conceptes pedagògics del manual Escuela Moderna de la Guitarra de Francesc Tàrrega, i es creu que Prat-Farré i Josefina Robledo van ser els més actis introductors de l'"Escola Tàrrega" a l'Amèrica Llatina. Prat, juntament amb Julio Sagreras, va ser considerat el guitarrista més importants de la capital argentina en la primera meitat del segle xx. L'any 1928 va ser designat pel Ministeri de Justícia i Instrucció Pública professor de música del Col·legi Nicolás Avellaneda. Ensenyà futurs guitarristes prestigiosos, com Rosa Lloret Ortiz, María Luisa Anido, María Angélica Funes, Justo Morales, Consuelo Mallo López, Celia Rodriguez Boqué, Nelly Ezcaray, Irma Haydee Perazzo, María Esperanza Pascual Navas, Haydée Fiorini; i per la seva acadèmia també passaren Atahualpa Yupanqui, Abel Fleury, Carlos Vega, Severo Rodriguez Falcón, Adolfo Victoriano Luna i altres.
Publicà diverses obres tècniques: Escalas y Arpegios para Mecanismo Técnico (1910, amb moltes reimpressions), Nueva técnica de la guitarra (1929), Estudios y composiciones de autores diversos i altres, però l'obra que li donà més anomenada, i que confegí al llarg de molts anys, va ser el Diccionario biograficobibliograficohistoricocritico de guitarras (instrumentos afines), guitarristas (profesores, concertistas, lahudistas, amateurs), guitarreros (luthiers), danzas y cantos, terminología, i que modernament s'ha editat traduïda com a Dictionary of guitarists. També va fer de compositor. A banda de composicions pròpies, també va transcriure o harmonitzà obres de compositors clàssics, comprenent-hi guitarristes d'anomenada, i peces de la música popular argentina (danzas, milongues, Tristes, vidalitas...).

## Obres
- Andante
- Bajo el sauce, milonga
- Danza española 1 i 3
- Estudio
- Güeya
- Jota
- Mazurka
- Pasionarias, vidalita
- Recuerdo de Santiago del Estero
- Recuerdos de Saldungaray, estilo
- Variaciones sobre la Huella